# Ernst Lossa
Ernst Lossa, né le 1er novembre 1929 à Augsbourg, Allemagne, et mort le 9 août 1944 à Irsee, en Allemagne, est un enfant victime de l'eugénisme nazi.

## Biographie
Ernst Lossa vient d'une famille de Yéniches, un peuple de gens du voyage Ses parents étaient Christian et Anna Lossa.
Il est orphelin, considéré comme enfant difficile et ballotté de maison en maison, jusqu'à ce qu'il soit finalement admis à l'hôpital psychiatrique de Kaufbeuren. C'est dans cet hôpital que sa vie prend un dernier tournant tragique dans la nuit du 9 août 1944, où il reçoit une injection mortelle de morphine. Il est mort assassiné dans le cadre de « l'euthanasie » des enfants, à l'âge de 14 ans.
Après la Seconde Guerre mondiale, l'histoire de son internement et de son assassinat a été utilisée comme exemple lors de procès contre les crimes des nazis.

## Hommages
Le Museo del Giocattolo di Napoli, musée du jouet de Naples, en Italie, est dédié à la mémoire d'Ernst Lossa.
Depuis 2007, une rue de la vile d'Augsbourg, où il est né, porte son nom.

## Filmographie
- (de) Zum Andenken: Vom Leben und Sterben des Ernst Lossa, documentaire de  Sina Moslehi, 2011, [présentation en ligne], [présentation en ligne] [vidéo]
- (de) Nebel im August (Les brumes d'août), film de fiction de Kai Wessel, 2017, http://www.premiere.fr/film/Les-Brumes-d-aout, https://cineuropa.org/fr/video/313829/